# McCracken County
McCracken County är ett administrativt område i delstaten Kentucky, USA. År 2010 hade countyt 65 565 invånare. Den administrativa huvudorten (county seat) är Paducah. 

## Geografi
Enligt United States Census Bureau har countyt en total area på 694 km². 650 km² av den arean är land och 44 km² är vatten. 

### Angränsande countyn
- Massac County, Illinois - norr
- Livingston County - nordost
- Marshall County - öst
- Graves County - söder
- Carlisle County - sydväst
- Ballard County - väst